# Isidella elongata
Isidella elongata är en korallart som först beskrevs av Eugen Johann Christoph Esper 1788.  Isidella elongata ingår i släktet Isidella och familjen Isididae. Inga underarter finns listade i Catalogue of Life.